# Konfederacja Polski Niepodległej

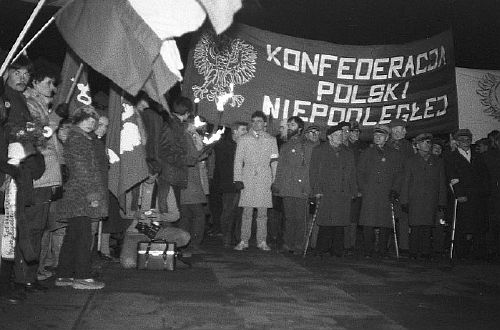
Demonstration von KPN am 11. November 1981 in Krakau

Die Konfederacja Polski Niepodległej (KPN, dt. Konföderation des unabhängigen Polens) ist eine Partei in Polen.
Die KPN wurde 1979, also noch in der Volksrepublik Polen, als Oppositionsgruppe gegründet. In Abgrenzung zur regierenden kommunistischen Partei PZPR forderte die KPN die Unabhängigkeit Polens und berief sich dabei auf die Werte, die in der Zweiten Republik von Józef Piłsudski vertreten wurden. Nach der Verhängung des Kriegsrechtes 1981 wurde die Führung der KPN zu mehrjährigen Haftstrafen verurteilt. Wegen ihrer kompromisslosen Oppositionshaltung zur PZPR nahm KPN nicht an den Runden-Tisch-Gesprächen 1989 teil. 1990 wurde die zuvor illegale KPN offiziell als Partei registriert.
Auch nach der Umgestaltung Polens zu einer parlamentarischen Demokratie blieb KPN bis auf kurze Phasen in ihrer Oppositionsrolle. 1991 unterstützte die KPN zeitweilig den konservativen Ministerpräsidenten Jan Olszewski. 1990 trat ihr Parteivorsitzender Leszek Moczulski bei den Präsidentschaftswahlen an und erreichte im ersten Wahlgang 2,5 % der Stimmen.
1996 schloss sich die KPN zwar der Akcja Wyborcza Solidarność (AWS) an, der größere Teil der KPN verließ das Wahlbündnis jedoch bald darauf wieder. Andere KPN-Mitglieder unter der Führung von Adam Słomka verblieben jedoch in der AWS unter dem neuen Namen KPN-OP (poln.: Obóz Patriotyczny – deutsch: Patriotisches Lager), später KPN Ojczyzna (KPN Vaterland). Die KPN stand nun politisch dem Ruch Odbudowy Polski nahe, verlor aber zusehends an Bedeutung.

## Parteivorsitzende seit 1990
- ab 1979: Leszek Moczulski

## Wahlergebnisse zum Sejm
- 1991: 11,09 %
- 1993: 5,77 %